# CCL12
CCL12, hemokin (C-C motiv) ligand 12, je mali citokin iz CC hemokin familije koji je bio opisan kod miševa. On je takođe poznat kao monocitni hemotaksni protein 5 (MCP-5). Usled njegove sličnosti sa ljudskim hemokinom , on se ponekad naziva MCP-1-slični hemokin. CCL12 specifično privlači eozinofile, monocite i limfocite. Ovaj hemokin se prvenstveno nalazi u limfnim čvorovima i timusu pod normalnim uslovima. Njegovo izražavanje može biti snažno indukovano u makrofagama. Smatra se da CCL12 koordinira ćelijsko kretanje u toku ranih alergijskih reakcija, i imunski odgovor na patogene. Gen za CCL12 se nalazi u klusteru CC hemokina na mišjem hromozomu 11.